# 阮氏翠
阮氏翠（1990年8月23日—）是一名越南举重运动员。2010年，在广州亚运会53公斤级举重比赛中以180千克的成绩获得第九名。她也曾参加2012年夏季奥林匹克运动会。